# Ocupación de la Araucanía
La Ocupación de la Araucanía —también conocida por el eufemismo Pacificación de la Araucanía—  fue el proceso de ocupación militar, colonización y anexión de los territorios de los indígenas mapuches de la zona ubicada entre los ríos Biobío por el norte y Toltén por el sur, así como su traslado forzoso a "reducciones" que realizó el Estado Chileno a partir de 1861, durante la presidencia de José Joaquín Pérez, y que se prolongó hasta 1883, bajo el control de Domingo Santa María.

## Antecedentes
En las tierras de la Araucanía habitaban más de 100 000 indígenas de los pueblos pehuenche y mapuche. Dicho territorio se había mantenido autónomo a partir de los parlamentos alcanzados durante la denominada Guerra de Arauco contra la Monarquía Hispánica.
Luego de la independencia de Chile, ya en el período republicano, se celebró un parlamento general con los mapuches que habitaban al sur del río Biobío con la finalidad de acordar el estatuto que regularía las relaciones entre la naciente república y el pueblo mapuche; realizándose así el Parlamento de Tapihue en enero de 1825, que por no ser ratificado por el Congreso, tal como lo exigía la Constitución de 1823, nunca tuvo validez jurídica. Sin embargo, posteriormente sucedieron diversos hechos que obligaron al estado chileno a destinar recursos a la zona de la frontera.
Durante la Revolución de 1851, el general José María de la Cruz, líder del movimiento golpista, reclutó a varios loncos mapuches y sus clanes para alzarse en armas contra el gobierno, esto lo pudo lograr gracias a la relación de amistad que mantenía el general con los caciques, entre ellos Maguin. Cuando su insurrección fue aplastada por el general Manuel Bulnes, los caciques en vez de rendirse junto a De la Cruz se replegaron a la frontera junto con varios miembros descolgados del antiguo ejército, dedicándose al pillaje y al robo de ganado, por los siguientes 4 años. Esto motivó al gobierno a movilizar al segundo batallón del segundo de línea, hasta enero de 1856. Además los indígenas apoyaron a los liberales rebeldes en la Revolución de 1859, lo que aumentó el resentimiento contra ellos de parte del gobierno central.

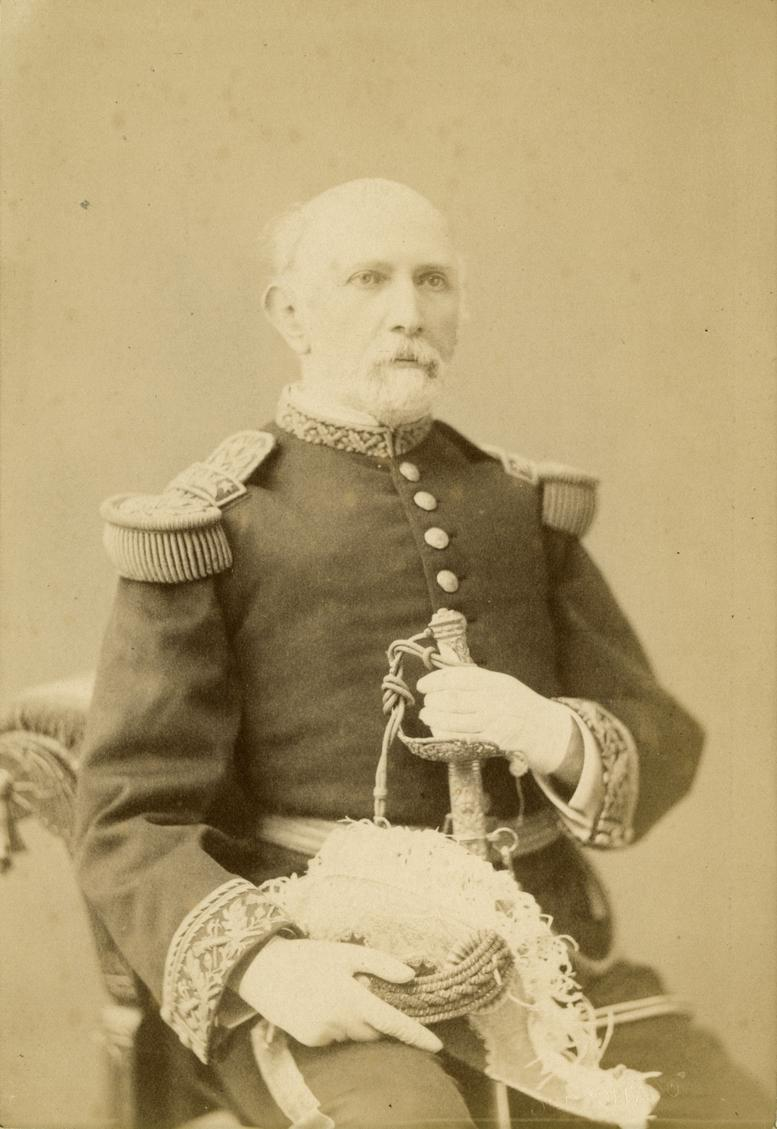
Cornelio Saavedra Rodríguez.

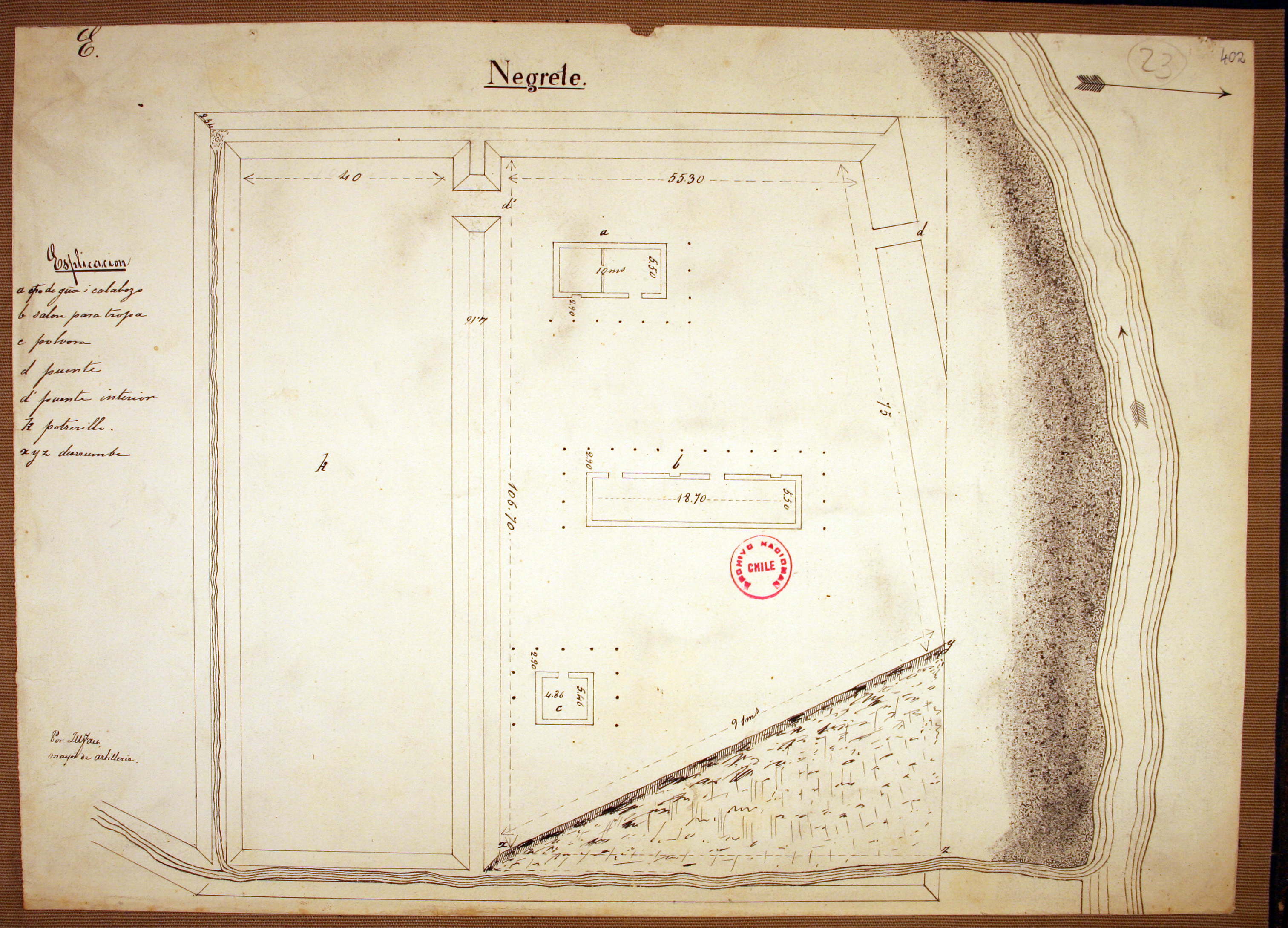
[//upload.wikimedia.org/wikipedia/commons/a/a8/Plano_Fuerte_Negrete_%28hecho_por_Jose_Miguel_Faez_y_encontrado_en_Archivo_Nacional%29_base_de_reconstruccion_de_Negrete%2C_12-12-1861%2C_como_una_fortificaci%C3%B3n_espa%C3%B1ola%2C_parte_del_plan_de_Cornelio_Saavedra_de_Ocupacion_Araucania%2C_al_Sur_del_rio_Bio-Bio.jpg Plano antiguo de Negrete], hecho por el mayor de artillería José Miguel Fáez y encontrado en la mapoteca del Archivo Nacional de Chile: plano base de la reconstrucción de Negrete como fortaleza chilena, en diciembre de 1861, parte del plan de Cornelio Saavedra Rodríguez, de Ocupación de la Araucanía por el ejército chileno.

A mediados del siglo XIX la posición de la población chilena, frente a los todavía independientes mapuches no era favorable. En la prensa de la época se vertían opiniones como la siguiente:

[...] Los hombres no nacieron para vivir inútilmente y como los animales selváticos, sin provecho del género humano; y una asociación de bárbaros tan bárbaros como los pampas o como los araucanos no es más que una horda de fieras, que es urgente encadenar o destruir en el interés de la humanidad y en el bien de la civilización [...].
diario El Mercurio, 24 de marzo de 1859

Sin embargo, aún hubo quienes se opusieron a la ocupación y sometimiento de los nativos, considerando barbárica la idea de despojarlos de sus tierras por la fuerza: 

“Las ideas del Mercurio sólo pueden hallar favorable acogida en almas ofuscadas por la codicia y que han dado un triste adiós a los principios eternos de lo justo, lo bueno, de lo honesto; sólo puede refugiarse en los corazones fríos, sanguinarios, crueles, que palpitan de alegría cuando presencian las últimas convulsiones de una víctima… El hombre civilizado se presenta al salvaje con espada en mano y le dice: yo te debo hacer partícipe de los favores de la civilización; debo ilustrar tu ignorancia, y aunque no comprendas cuales son las ventajas que te vengo a proporcionar, ten entendido que una de ellas es perder la independencia de tu patria; pero, con todo, elije esta disyuntiva: te civilizo o te mato. Tal es en buenos términos la civilización a mano armada"
Respuesta de la  Revista Católica a  El Mercurio, 1859

A inicios de dicha centuria las principales agrupaciones indígenas eran:
- Nagches o abajinos: Ocupaban la Depresión intermedia[7] y estaban gobernados por Lorenzo Colipí en el norte (Purén en Malleco) y Venancio Coñoepán en el sur (Repocura en Cholchol),[8] ambos combatieron a favor de los patriotas en la Guerra de Independencia de Chile[9] y le apoyaron durante la mayor parte de la Pacificación[10] pero eran rivales entre sí por el mejor trato con los militares y el dominio de los nagches.[11] Solo cuando el ejército nombró a los Coñoepán como sus principales aliados los Colipí se rebelaron.[12]
- Wenteches o arribanos: Vivían en los valles de la Precordillera y a inicios de siglo eran gobernados por los caciques Francisco Marilúan y Juan Mangin Hueno.[10] Pelearon por el bando realista[13] y eran rivales encarnizados de los abajinos[14] (principalmente con los Colipí[15] y en menor medida con los Coñoepán).[16] Para detener el avance del ejército chileno se aliaron con rebeldes federales y liberales, pehuenches y pampas.[17]
- Pehuenches: Eran nómades araucanizados el siglo anterior que habitaban las faldas de la cordillera entre Chillán y Lonquimay.[18] Colaboraron con los hermanos Pincheira durante la Guerra a Muerte, pero tras su derrota su participación en las guerras fue bastante secundaria.[19]
- Las tribus de la cuenca del lago Budi, dominadas por la construcción del fuerte de Toltén.[20]
- Los boroanos, aliados con los nativos de Cholchol y los abajinos, no participaron de las guerras contra el ejército chileno hasta la gran rebelión de 1881.[21]
- Los locales de Huillío a orillas del río Toltén, estaban relacionados con los anteriores (aunque no siempre convivieron en paz).[22]
- Los indios de Pitrufquén dedicados al comercio con Valdivia y estaban relacionados con los de Cholchol.[23]
- Los de Quepe entre el Toltén y Temuco, aliados con Coñoepán y participaron de la rebelión de 1881.[24]
- Los del Llaima ocupaban la comarca de Villarrica, estaban divididos en varios cacicazgos independientes aunque relacionados con los wenteches.[25]

Además había otros grupos menores bajo soberanía chilena desde la independencia o unos años después: los lafquenches o costinos de la provincia de Arauco, los huilliches de Valdivia, Llanquihue y San Juan de la Costa (cerca de Osorno) y los de la Isla Grande de Chiloé. Los primeros participaron de la Guerra a Muerte y de la rebelión de 1881; aunque de forma menor. Esta menor participación en el caso de los huilliches del continente, fue a consecuencia de la adquisición de parte de sus tierras ancestrales en el periodo colonial previo a la independencia de Chile; que fue producto del establecimiento de la propiedad hacendal en la zona, la que marcó el inicio de la diferencia en la historia de la propiedad en el territorio huilliche respecto a lo acontecido en la zona de la Araucanía. Por ello posteriormente establecida la República de Chile, sería la colonización de Llanquihue, y el proceso de crecimiento y expansión de las ciudades y pueblos asentados en el ancestral territorio huilliche, los hechos que llevarían a la actual distribución de las comunidades huilliches en la zona; y que significaron finalmente la disminución de los territorios de las comunidades huilliches y el arrinconamiento de su población hacia los sectores de la costa y la cordillera.
Respecto al número de habitantes de la población indígena de esa época en territorio autónomo, la población según el informe publicado por El Anuario Estadístico de Chile realizado entre 1868 y 1869:
| Butalmapus                    | Guerreros (cifra redondeada) | Habitantes (cifra redondeada) |
| ----------------------------- | ---------------------------- | ----------------------------- |
| Arribanos o wenteches         | 2498 (2500)                  | 9972 (10 000)                 |
| Abajinos o nagches            | 3415 (3500)                  | 13 660 (14 000)               |
| Costinos o lafkenches         | 1000                         | 4000                          |
| Huilliches del sur del Cautín | 8993 (9000)                  | 35 972 (36 000)               |
| Huilliches del sur del Toltén | 1690 (2000)                  | 6760 (7000)                   |
| Total                         | 17 596 (18 000)              | 70 364 (71 000)               |

## Ocupación

### El plan de ocupación de Cornelio Saavedra

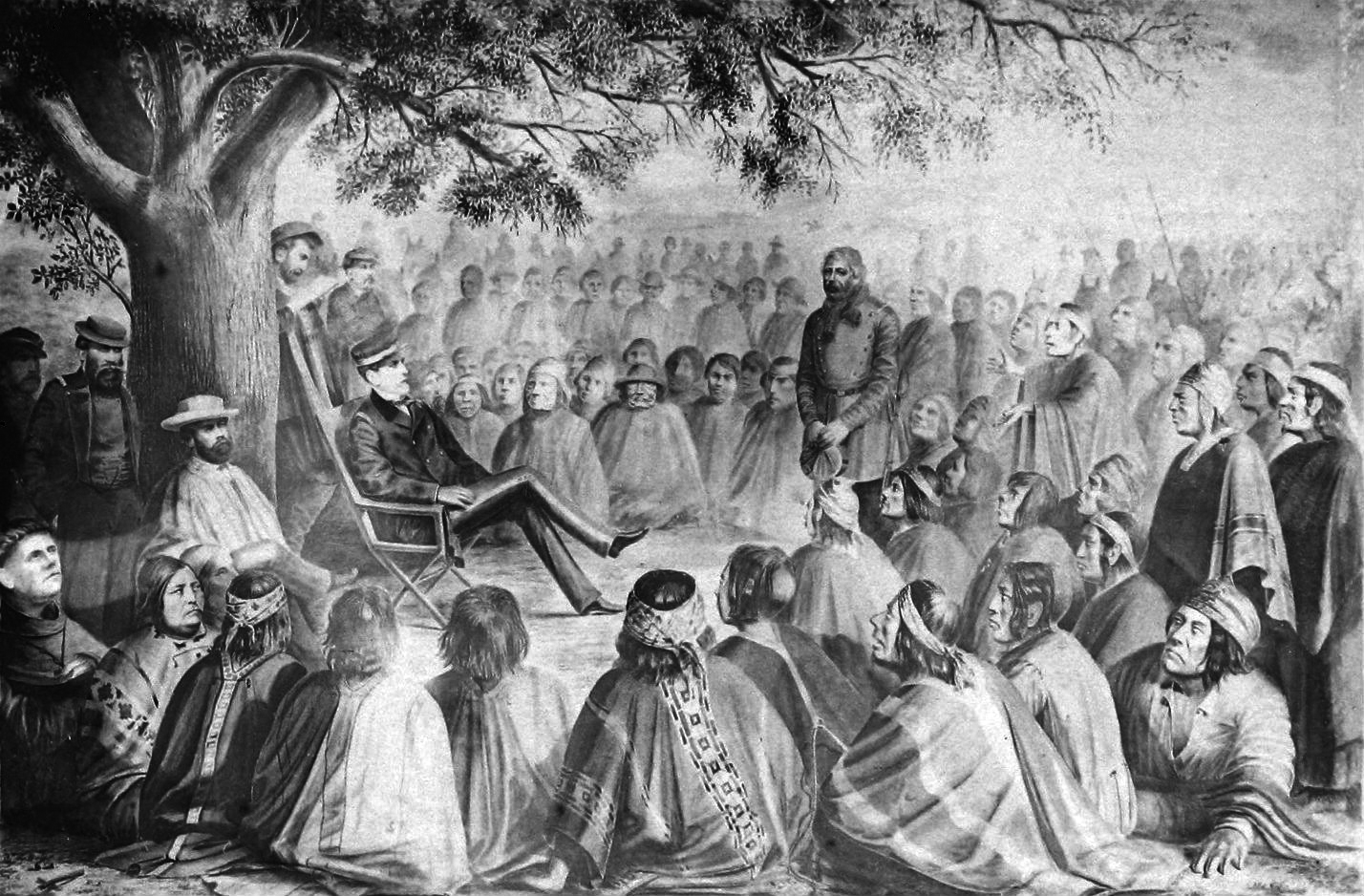
Cornelio Saavedra Rodríguez negociando con loncos mapuches en 1869, durante las primeras fases de la Ocupación de la Araucanía.

El gobierno de Chile tomó la decisión de ocupar la Araucanía después de que el francés Orélie Antoine de Tounens había invadido la zona en 1861. Tounens subyugó y creó el Reino de la Araucanía y la Patagonia y fue elegido regente por importantes loncos de la zona, tomando el nombre de Rey Orélie Antoine I; ante la invasión el gobierno decidió pacificar la región de las tribus controladas por Tounens.
Las autoridades decidieron aplicar el plan propuesto por el general de Ejército Cornelio Saavedra Rodríguez. Dicho plan incluyó no solo acciones militares, sino además la penetración a los territorios mediante el traspaso de la cultura chilena al otro lado de la frontera. Se buscaba fundar ciudades, construir obras públicas tales como caminos, telégrafos y crear escuelas y hospitales. Las tierras conquistadas serían traspasadas a colonos chilenos y europeos sin ningún costo para fomentar el cambio demográfico en la zona y desarrollar la producción de trigo.

### Primeras conquistas y resistencia mapuche
En poco tiempo, Cornelio Saavedra Rodríguez pudo ocupar la zona hasta el río Malleco, lugar donde refundó la ciudad de Angol y el fuerte de Negrete. Mulchén y Lebu, en 1862. Por el territorio costero, alcanza a avanzar hasta el río Toltén. Esta primera ocupación se llevó a cabo con relativamente poca resistencia, pero luego se produjo una sublevación de los mapuches que habitaban las cercanías del río Malleco, bajo el mando del lonco Quilapán. En el año siguiente más de 1500 soldados estaban concentrados en Angol para operaciones en el interior araucano.

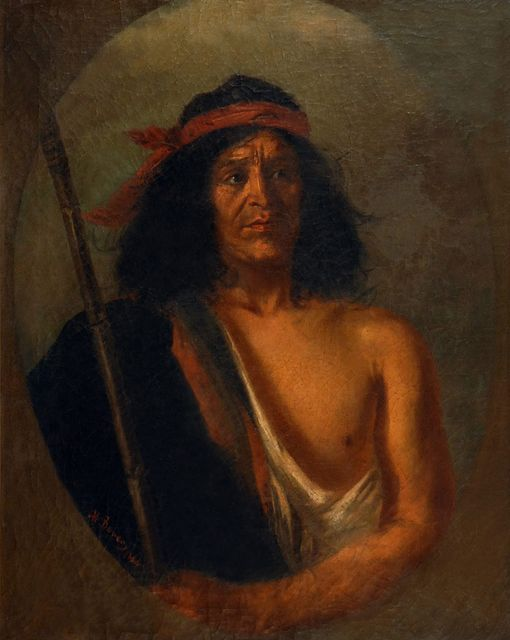
Lonco Quilapán, circa 1870.

En diciembre de 1867 se habían reunido 4000 a 5000 guerreros mapuches en la zona montañosa de Chihuaihue, provenientes de Moquehua[cita requerida], Boroa y La Imperial. Los arribanos de Quilapán lograron coordinar una rebelión con los abajinos costeros al mando de Catrileo, Coñoepan, Marileo y Painemal, con 3000 lanzas cruzaron la cordillera de Nahuelbuta al poniente de Angol y fueron a salir al norte del río Malleco donde unieron sus fuerzas y lograron victorias en Traiguén, Curaco y Perasco gracias a su combinación del malón con tácticas de guerrilla. Sin embargo, otras fuentes, como Saavedra, consideraban que los abajinos y arribanos aún con los contingentes venidos de las pampas no superaban las 4000 lanzas. A finales del año el gobierno español sabedor del conflicto, envió desde Filipinas un barco mercante con provisiones y varios fusiles a territorio mapuche, para ayudar en el conflicto.  

### Nuevos levantamientos y consolidación del control chileno
En enero de 1869 1500 mapuches son derrotados en Chihuaihue por el general José Manuel Pinto. Los araucanos se reorganizaron y atacaron Angol, ante esta situación el ministro de Guerra, Francisco Echaurren, marchó con refuerzos a Cautín. En la costa el coronel Saavedra ocupó Cañete y Tucapel, sofocando la rebelión de 1500 guerreros en Purén. El 25 de septiembre los mapuches y el ejército llegaron a un acuerdo en Angol. Poco duró el acuerdo ya que Quilapán volvió a rebelarse con 3000 lanzas siendo derrotados el 25 de enero de 1871 por un ejército de 2500 soldados en Collipulli. Si en 1869 la guerra ofensiva de Saavedra -consistente en atacar pueblos, robar ganados y quemar rucas y provisiones- había sido un éxito al tomar por sorpresa a los araucanos, para el verano de 1870-1871 fue un fiasco debido a que los indios se adaptaron y optaron usualmente por retirarse y evitar el combate frontal. Las críticas al método usado por los militares llevaron a la disminución de las operaciones ofensivas y a optar por consolidar las conquistas logradas, se edificaron un gran número de fuertes y pueblos en la costa de Arauco y en el valle del río Malleco-Traiguén. Esto trajo una relativa calma en la región por los siguientes diez años.
Saavedra organizó también varios parlamentos de manera de impedirle a su principal enemigo, Quilapán, reunir fuerzas con otras etnias. Así, por ejemplo, cuando el cacique intentó una alianza con los abajinos y los huilliches del sur del Cautín para poder reunir más de 8000 lanzas, Saavedra se lo impidió gracias a los parlamentos del Toltén (24 de diciembre de 1869) con los huilliches y de Ipinco (19 de enero de 1870) con los abajinos. Al final, Quilapán quedó solo con las 2500 lanzas que pudieron reunir los arribanos por su cuenta.

### El desenlace: la última resistencia mapuche

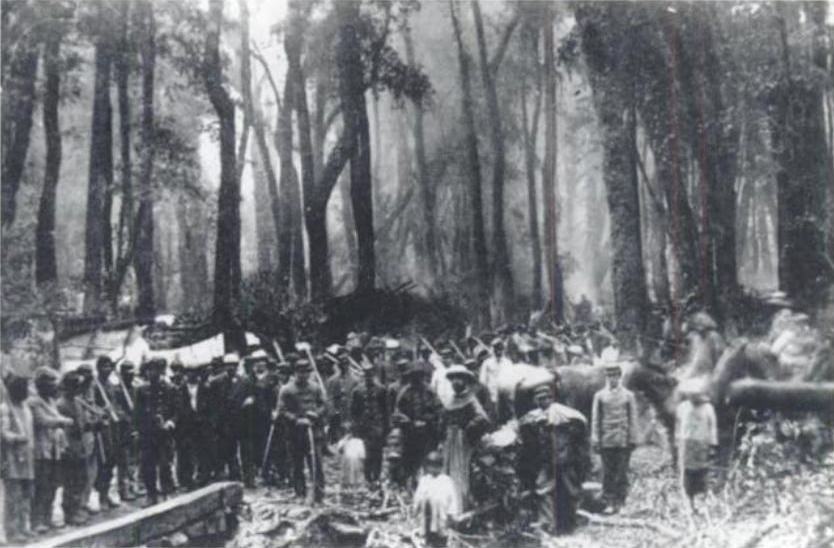
Tropas del Ejército de Chile en las ruinas de la ciudad de Villarrica, 1883.

La Guerra del Pacífico, que enfrentó a Chile contra Perú y Bolivia en el norte del país, significó que las fuerzas del ejército de Chile se concentraran en este conflicto en particular, situación que fue aprovechada por los mapuches para lanzar nuevos ataques a los puestos ubicados en las zonas fronterizas. Según el historiador y antropólogo chileno José Bengoa esa fue la primera vez en toda su historia que los muy descentralizados mapuches se unieron en una sola insurrección. Esta nueva sublevación ocurrida en 1880 se materializó en pérdidas para ambos bandos. Pero, una vez finalizada la guerra que enfrentó a Chile contra Bolivia y Perú, el ejército instruido por el gobierno de Domingo Santa María retomó en forma vigorosa la campaña de incorporación de la Araucanía. El Coronel Gregorio Urrutia estuvo a cargo de la anexión del restante territorio.
En Chile, el 27 de enero de 1881, 3000 indígenas atacaron Traiguén arrasando con las haciendas y el ganado. Tras ser rechazadas sus incursiones en Traiguén y el fuerte de Lebuelmán los mapuches se encaminaron, sumando cada vez más lanzas a atacar el fuerte de Los Sauces, entonces tenían unas 1500. Su asalto fracasó y cuando atacaron la línea del Malleco que creían desguarnecida fueron masacrados, con esto las tropas chilenas pudieron seguir su avance, cruzaron el Cautín, y el 24 de febrero fundaron el fuerte de Temuco. Los aborígenes respondieron atacando dos caravanas matando 100 personas, en los cerros de Ñielol, ese mismo mes.

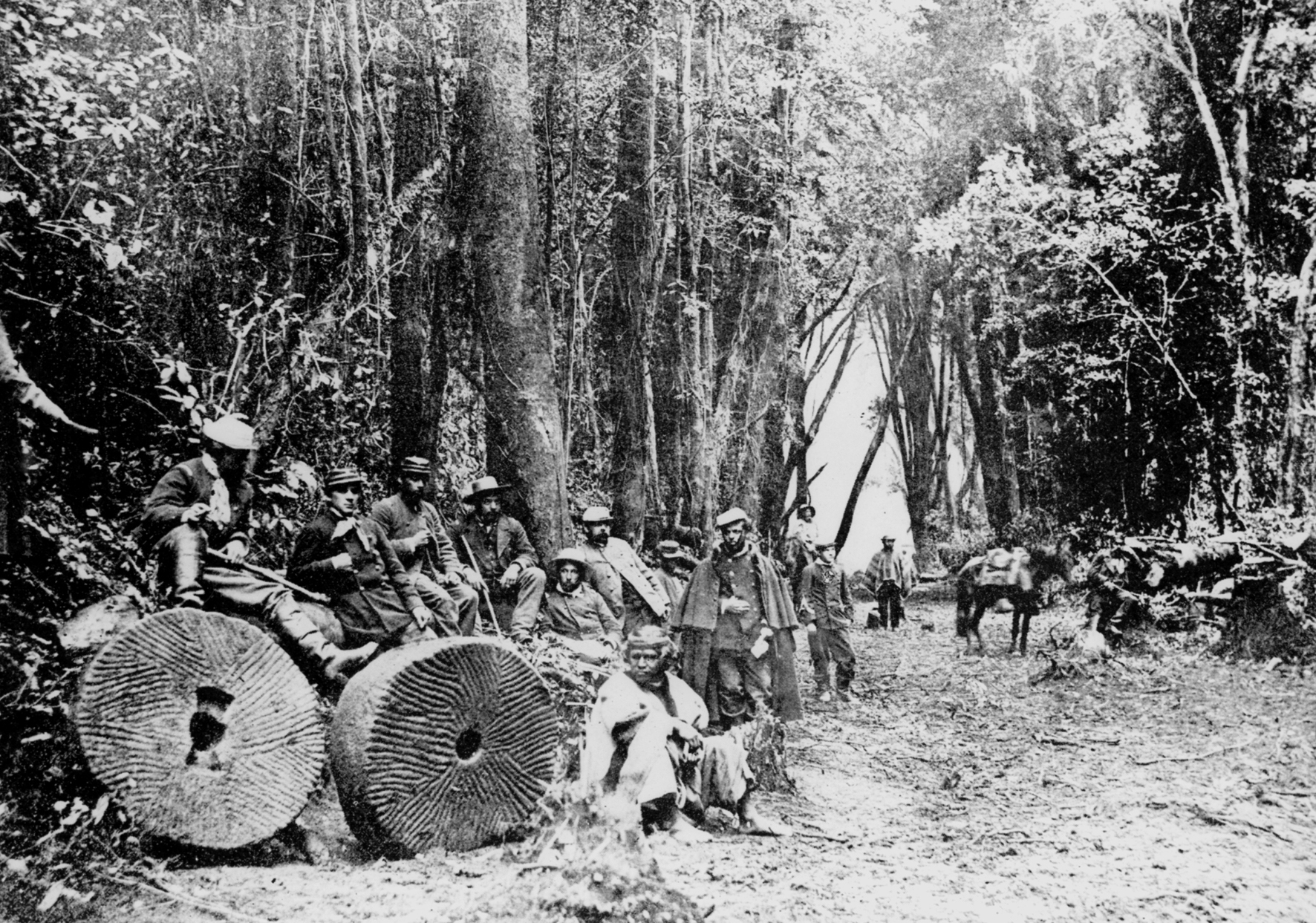
Tropas chilenas en la fase final de campaña durante la ocupación y reconstrucción de Villarrica en 1883.

Durante el comienzo del mes de noviembre se produjo el último alzamiento indígena: unos 6000 a 7000 conas participaron de los combates, resultando muertos o heridos más de mil. Según Horacio Lara las tribus araucanas en aquellos momentos, ya menguadas en sus números por la guerra constante, podían movilizar solamente 8000 lanzas: 2.000 de los arribanos, 2.000 de los abajinos, 1000 de los costinos y el resto huilliches. Sin embargo, gracias a la hábil diplomacia chilena las tribus jamás actuaron como un solo grupo.
En el caso de Lumaco los ataques se iniciaron el día 5 al mando de Luis Marileo Colipí con 300 a 1000 lanzas. El fuerte fue defendido por 45 guardias nacionales y 20 soldados dirigidos por el capitán Juan Barra. Para el 15 la batalla había terminado. Los fuertes de Budi y Toltén quedaron sitiados mientras que Nueva Imperial fue destruida el día 7 y los habitantes sobrevivientes tuvieron que huir a los cerros. Al mismo tiempo Tirúa fue atacada sin éxito y desde ahí se lanzaron varias expediciones punitivas. El fuerte de Ñielol fue asaltado el 9 de noviembre, los mapuches estuvieron cerca de tomarlo pero tuvieron que retirarse tras sufrir cientos de bajas.
Sin embargo, el mayor enfrentamiento se produjo en la Batalla de Temuco, entre el 3 y  el 10 de noviembre. El fuerte, dirigido por el mayor Bonifacio Burgos, resistió el embate de 4000 guerreros (algunos los elevan al doble) al mando del cacique Esteban Romero. Los mapuches se retiraron tras sufrir más de 400 bajas.
A mediados del mes los combates cesaron y las tropas chilenas llevaron varias operaciones de castigo para asegurar la región. En el verano del año siguiente los pehuenches fueron definitivamente sometidos.
En su campaña, Urrutia erigió diversos fuertes, llegando hasta la zona donde se encuentra el Lago Villarrica y refundando la ciudad del mismo nombre el 1 de enero de 1883. Con esta acción se concluyó realmente la Guerra de Arauco como tal, después de más de trescientos años de conflictos.

## Consecuencias

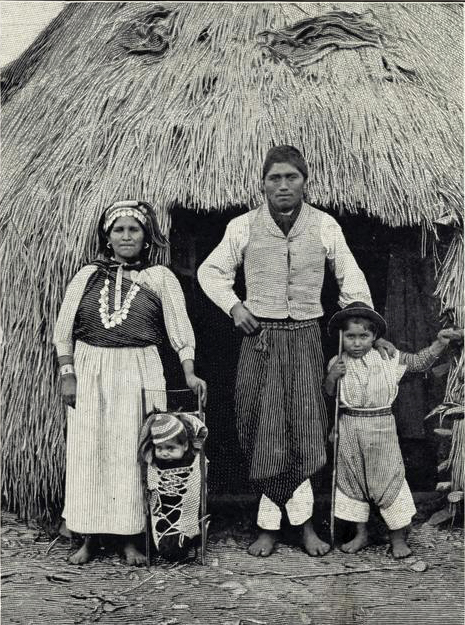
Familia mapuche (1908).

El fin de la Guerra de Arauco implicó la ocupación total de la Araucanía a la efectiva soberanía del territorio de Chile. De ese modo, el gobierno chileno llevó finalmente a cabo uno de sus principales proyectos de estado, anhelado incluso desde la época de los españoles, quienes en el periodo colonial no lograron instalarse en la Araucanía debido a la resistencia llevada a cabo por los indómitos mapuches. Con ello, el gobierno chileno logró conquistar el territorio mapuche y así unir el territorio al norte del Biobío con los territorios al sur de Valdivia que había logrado conquistar o colonizar tras el proceso de independencia.
Tras su derrota, los mapuches fueron concentrados en «reducciones», pequeñas reservas generalmente separadas unas de otras por áreas ocupadas por colonos chilenos y europeos. En 1929, existían 3078 reservas comprendidas en 525 000 hectáreas que eran consideradas una concesión del estado chileno y de propiedad comunal para los indígenas y que recibían el nombre de «títulos de merced». Usualmente, la tierra asignada, que representaba el 6,18 % del territorio ancestral mapuche, era de clima severo e infértil lo que unido al antiguo estilo de vida seminómada de los mapuches y a su organización social de clanes y familias generaron conflictos internos entre ellos. Sin embargo, los mapuches demostraron una gran capacidad para adaptarse a esta nueva situación.
Posteriormente en los territorios ocupados, de forma similar a lo realizado en la zona de Llanquihue, se procedió también a realizar una colonización en la cual se les entregaron tierras a colonos chilenos y europeos, principalmente españoles, alemanes, franceses, ingleses, italianos y suizos. En total, hasta 1901 habían llegado 36 000 europeos, 24 000 contratados por la agencia de colonización y 12 000 llegados por sus propios medios.
Más tarde, solo ocurrirían rebeliones menores, como la ocurrida en 1934, en la cual 477 campesinos y mapuches (que se habían rebelado contra  los que consideraban, abusos por parte de los administradores de los aserraderos instalados en la recientemente abierta región del Biobío) fueron muertos por el Carabineros de Chile en la llamada masacre de Ránquil. Otros 500 fueron hechos prisioneros y, según denunció el senador por Temuco Juan Pradenas Muñoz, solo 23 fueron conducidos a la capital para ser sometidos a juicio siendo los restantes presumiblemente desaparecidos.
Sin embargo a pesar de la «pacificación» realizada en la región, los hechos acontecidos en este proceso propiciarían posteriormente el actual conflicto mapuche presente en la zona entre el gobierno chileno y algunas comunidades mapuches.

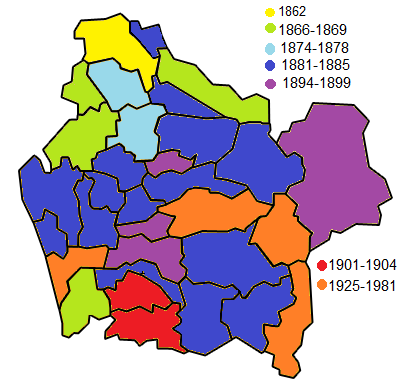
Las distintas oleadas de colonización chilena en la Región de la Araucanía quedan mostradas a partir de las fechas en las cuales fueron fundadas las ciudades y poblados. Así como también la integración de los espacios limítrofes e interiores como comunas ya en la segunda mitad del.